# Iniziativa europea d'intervento
L'Iniziativa europea d'intervento (IEI o EI2, dall'abbreviazione dell'inglese European Intervention Initiative) è un'iniziativa militare congiunta tra tredici stati europei, volta a sviluppare i prerequisiti per lo svolgimento di impegni operativi congiunti in vari scenari di intervento militare predefiniti. Pur essendo nata all'esterno delle strutture della NATO o dell'Unione europea, l'IEI intende completare sul piano operativo la Cooperazione strutturata permanente (PESCO), più rivolta allo sviluppo delle capacità militari.
L'IEI opera attraverso un segretariato permanente "leggero", basato sulla rete di ufficiali di collegamento degli stati partecipanti presso il Ministero della difesa francese. Nel settembre 2019 si è stabilito che i rappresentanti degli stati maggiori dei paesi partecipanti si incontrino di norma due volte all'anno per coordinare le azioni comuni.

## Origine
L'impulso per la nascita dell'iniziativa è partito dal presidente francese Emmanuel Macron, che nel settembre 2017, nel corso di un discorso pronunciato alla Sorbona, ha lanciato la proposta di un'"iniziativa per l'Europa" in materia di difesa, perché l'Europa si doti d'una forza d'intervento comune, di un bilancio della difesa comune e di un'unica dottrina per l'azione.
L'avvio dell'iniziativa è arrivato il 25 giugno 2018, quando nove stati membri dell'Unione europea hanno firmato a Lussemburgo una lettera d'intenti contenente i principi del nuovo progetto di cooperazione militare, esterno alla Politica di sicurezza e di difesa comune, ma pensato per coordinarsi con essa.

## Obiettivi
L'obiettivo di fondo dell'Iniziativa europea d'intervento è creare una cultura strategica comune, che aumenti la capacità degli stati partecipanti di agire insieme in missioni militari, sotto l'egida di NATO, Unione europea o ONU, oppure di altre coalizioni create ad hoc. In particolare, l'obiettivo del governo francese era di creare un "nocciolo duro" pronto ad agire molto rapidamente in caso di necessità, pur tenendo conto che non tutti gli stati partecipanti all'iniziativa debbano necessariamente contribuire a tutte le operazioni.
Non si tratta di creare nuove forze d'intervento rapido, come la NATO Response Force o i Gruppi di combattimento dell'Unione europea, ma piuttosto di utilizzare le risorse già disponibili nelle forze armate partecipanti fornite specificamente per rispondere efficacemente alle crisi.
L'iniziativa si concentrerà soprattutto su un'interazione rafforzata in quattro ambiti: la prospettiva strategica e la condivisione delle informazioni, l'elaborazione e la pianificazione degli scenari strategici, il sostegno alle operazioni e i feedback delle esperienze e la dottrina militare. Per questo le forze armate dei paesi partecipanti procederanno allo scambio d'ufficiali, ad organizzare esercitazioni congiunte di anticipazione e pianificazione, alla condivisione di dottrine e alla redazione di scenari congiunti d'intervento.

## Partecipanti
I nove stati che hanno firmato la lettera d'intenti del 25 giugno 2018 erano Belgio, Danimarca, Estonia, Francia, Germania, Paesi Bassi, Portogallo, Regno Unito e Spagna. L'Italia aveva partecipato agli incontri preparatori dell'iniziativa, ma la nascita del governo Conte I il 1º giugno 2018 aveva portato a una pausa di riflessione sul tema. Il Regno Unito, nonostante l'avvio della procedura per la sua uscita dall'Unione europea, ha deciso di partecipare all'iniziativa per mantenere i suoi legami con i partner europei nel tema della sicurezza e della difesa, anche fuori dalla Politica di sicurezza e di difesa comune.
Il 30 agosto 2018, durante una visita di stato di Emmanuel Macron a Helsinki, il governo della Finlandia ha manifestato la sua intenzione di aderire all'Iniziativa; tale decisione è stata approvata e resa effettiva dai ministri della difesa dei nove paesi partecipanti riuniti a Parigi il successivo 7 novembre.
Nel corso del 2019 anche i governi di Norvegia e Svezia hanno manifestato il loro interesse all'adesione all'iniziativa, che è stata approvata dai ministri della difesa riuniti a Hilversum il 20 settembre 2019, durante il loro secondo vertice.
Il 19 settembre 2019 il governo Conte II ha annunciato l'intenzione dell'Italia di aderire all'iniziativa.

### Lista
Questa è la lista dei tredici stati partecipanti all'iniziativa:
- Belgio
- Danimarca
- Estonia
- Finlandia
- Francia
- Germania
- Italia
- Norvegia
- Paesi Bassi
- Portogallo
- Regno Unito
- Spagna
- Svezia

### Criteri per l'adesione
Non esistono ufficialmente dei criteri per l'adesione all'iniziativa, tuttavia gli stati che intendono parteciparvi devono condividere questi aspetti:
- comunanza di visione strategica;
- forte compatibilità con la NATO e l'Unione europea;
- capacità di schierare una rete di ufficiali di collegamento in Francia;
- capacità di proiettare rapidamente delle capacità critiche sul campo, in differenti tipi di scenari operativi;
- dare prova dell'impegno a favore della sicurezza dell'Europa attraverso la partecipazione alle operazioni;
- sforzo di difesa a lungo termine.